# 왕지원
왕지원(1988년 11월 12일 ~ )은 대한민국의 배우이다. 2022년 2월 6일 발레리노 박종석(1991년생)과 결혼했다.

## 학력
- 선화예술중학교
- 로얄발레스쿨 졸업
- 한국예술종합학교 무용원 발레 학사
- 한국예술영재교육원

## 경력
- 2009년 대한민국 국립발레단 단원

## 연기 활동

### 드라마
| 연도 | 방송사     | 제목                    | 역할          | 비고     |
| ---- | ---------- | ----------------------- | ------------- | -------- |
| 2012 | KBS2       | 패밀리                  | 여강사        |          |
| 2013 | KBS2       | 굿 닥터                 | 김선주        |          |
| 2013 | SBS        | 상속자들                | 양다경        | 특별출연 |
| 2014 | tvN        | 로맨스가 필요해 3       | 오세령        |          |
| 2014 | 드라마큐브 | 어떤 안녕               | 서하나        | 웹드라마 |
| 2014 | MBC        | 운명처럼 널 사랑해      | 강세라        |          |
| 2015 | SBS        | 이혼변호사는 연애중     | 조수아        |          |
| 2016 | 네이버TV   | 불멸의 여신             | 이유리        |          |
| 2017 | MBC        | 병원선                  | 최영은        | 특별출연 |
| 2018 | SBS        | 서른이지만 열일곱입니다 | 김태린 / 린킴 |          |

### 영화
- 《원라인》 (2017년) - 해선 역
- 《불멸의 여신》 (2022년) - 유리 역

## 그 외 활동

### 방송
- KBS2 《발레교습소 백조클럽》(2017 ~ 2018)

## 수상 및 후보
| 연도 | 시상식                 | 부문                           | 작품               | 결과 |
| ---- | ---------------------- | ------------------------------ | ------------------ | ---- |
| 2007 | 전국신인무용콩쿠르     | 특상                           | 빈칸               | 수상 |
| 2014 | MBC 연기대상           | 여자 신인상                    | 운명처럼 널 사랑해 | 후보 |
| 2016 | 제2회 K웹페스트 영화제 | 여우주연상                     | 불멸의 여신        | 후보 |
| 2017 | MBC 연기대상           | 미니시리즈부문 여자 우수연기상 | 병원선             | 후보 |